# Odabrane priče (Zagor, spisak sveski)
Odabrane priče je posebna edicija Veselog četvrtka u kojoj se izdaju kolekcije najpopularnijih epizoda Zagora. Započele je sa objavljivanjem 2008. godine. Sastoji se uglavnom iz starijih epizoda (objavljivanih originalno sedamdesetih i osamdesetih godina u Italiji i bivšoj Jugoslaviji).
Zagor je izlazio je u nastavcima, prilikom čega su neke epizode bile rascepkane u četiri ili pet nastavaka. Ovo je pokušaj da se ti nastavci objedine u jednu svesku. Edicija Odabrane priče počela je sa objavljivanjem 2008. godine, kada je Veseli četvrtak počeo s radom.
Prva epizoda Zagora pojavila se u Italiji 1961. godine.

### 2008
1. Crni gospodar (3.9.2008)
2. Sveti breg (27.11.2008)

### 2009
3.  Zagor protiv Vampra (18.2.2009)
4. Sekira i sablja (15.5.2009)
5. Nulti čas (6.8.3009)
6. Velika zavera (27.10.2009)

### 2010
7. Povratak vampira (21.1.2010)
8. Zaseda mutanata (15.4.2010)
9. Demonska maska (8.7.2010)
10. Užas šeste planete (30.9.2010)
11. Opaki Mortimer (30.12.2010)

### 2011
12. Zločinački genije (24.3.2011)
13. Zagor protiv Supermajka (16.6.2011)
14. Demon ludila (8.9.2011)
15. Mračna predskazanja (1.12.2011)

### 2012
16. Mortimerova osveta (23.2.2012)
17. Vampir (17.5.2012)
18. Vudu osveta (9.8.2012)
19. Senke nad Darkvudom (21.11.2012)

### 2013
20. Zagor protiv Tkača (24.1.2013)
21. Nestali istraživač (18.4.2013)
22. Povratak Supermajka (11.7.2013)
23. Čarobnjak Kandraks (3.10.2013)
24. Crni brod (26.12.2013)

### 2014
25. Morska strava (2.4.2014)
26. Blago Žana Lafita (25.6.2014)
27. Povratak Kejna (18.9.2014)
28. Kandraksova osveta (10.12.2014)

### 2015
29. Aljaska (6.3.2015)
30. Sedam gradova Sibole (3.6.2015)
31. Kraljica mrtvog grada (31.8.2015)
32. Povratak Kandraksa (18.11.2015)

### 2016
33. Okršaj u Los Anđelesu (10.2.2016)
34. Tajna «Jednoroga» (10.5.2016)
35. Ukleta zemlja (28.7.2016)
36. Carski pečat (19.10.2016)

### 2017
37. Smrtonosna opasnost (11.1.2017)
38. Povratak Nata Murda (5.4.2017)
39. Tropski korpus (28.6.2017)
40. Krilati osvetnik (20.9.2017)
41. Marš očajnika (13.12.2017)

### 2018
42. Priče iz Darkvuda (7.3.2018)
43. Planina bogova (30.5.2018)
44. Stravična magija (22.8.2018)
45. Besmrtni Zagor (20.11.2018)

### 2019
46. Pesnice i zlatno grumenje (7.2.2019)
47. Priče iz Baze "Drugde" (6.5.2019)
48. Ramatova prošlost (26.7.2019)
49. Smirnofova tvrđava (31.10.2019)
50. Šumske priče (30.12.2019)

### 2020
51. Plavokosa opasnost (2.4.2020)
52. Potopite Distrojer! (25.6.2020) 
53. Priče iz Plezent Pointa (17.9.2020)
54. Očajnički poduhvat (10.12.2020)

### 2021
55. Oluja nad Haitijem (4.3.2021)
56. Teksaški rendžeri (17.5.2021)
57. Brodolom na Misuriju (19.8.2021)
58. Na ratnoj stazi (11.11.2021)

### 2022
59. Pod meksičkom zastavom (3.2.2022)
60. Rakoši! (28.4.2022)
61. Tajna ostrva (21.7.2022)
62. Čovek koji je pobedio smrt (13.10.2022)

### 2023
63. Odlazak u nepoznato (5.1.2023)
64. Zlokobno predskazanje (30.3.2023)
65. Poslednji Viking (22.6.2023)
66. Jeti (14.9.2023)
67. Nemoguća dimenzija (7.12.2023)

### 2024
68. Živi sahranjeni (29.2.2024)
69. Zemlja Čirokija (23.5.2024)
70. Dugo putovanje (15.8.2024)
71. Močvara robijaša (7.11.2024)